# Augustin Desoblin
Augustin Desoblin, né le 26 juillet 1873 à Beaudignies (Nord) et décédé le 9 juin 1956 à Aulnoye (Nord), est un homme politique français.

## Biographie
Il devient employé de la Compagnie des chemins de fer du Nord avant de militer au Parti socialiste unifié puis au Parti communiste français. Il est député du Nord de 1924 à 1932. En 1928, il est conseiller municipal d'Avesnes-sur-Helpe. Exclu du Parti communiste en 1932, il est battu aux élections et quitte la vie politique.